# 島保
島 保（しま たもつ、1892年8月25日 - 1972年1月10日）は、日本の裁判官、最高裁判所判事。東京都出身。

## 経歴
1916年（大正5年）、東京帝国大学法学部卒。殆ど東京地裁に勤務し、1931年（昭和6年）11月に東京控訴院部長、1935年（昭和10年）4月大審院判事、1938年（昭和13年）7月に東京刑事地裁所長、1945年（昭和20年）大審院部長となった。
裁判官任命諮問委員会による諮問の結果、1947年（昭和22年）8月4日、最高裁判所判事に就任。1947年8月4日の最高裁判所発足と同時に最高裁判所判事に就任したうちの1人である。
最高裁では第三小法廷を担当すると共に、大法廷においても死刑合憲判決や三鷹事件・松川事件・八海事件など、戦後司法の根拠となる様々な判決に携わった。
1949年1月23日の最高裁判所裁判官国民審査（初めて実施された最高裁裁判官国民審査）において、罷免を可とする票1,259,669票、罷免を可とする率4.17%で信任。1960年11月20日の最高裁判所裁判官国民審査において、罷免を可とする票3,354,454票、罷免を可とする率9.42%で信任。1960年の国民審査では同時に審査された8判事のうち罷免を可とする票の数が最多であった。一人で2度国民審査を受けた最高裁判事は1960年の国民審査における島を含む5名が初の事例である。
1961年（昭和36年）8月24日、定年退官。
1972年（昭和47年）1月10日に東京都世田谷の自宅にて心不全で死去、享年80歳。

## 栄典
- 勲一等瑞宝章（昭和40年4月）

## 主な判決
- 死刑合憲判決（事件番号：昭和22（れ）119、判決日：昭和23年3月12日、大法廷判決、判例集 第2巻3号191頁）

死刑は残虐な刑罰にあたらないとする大法廷判決で、「憲法は死刑を永久に是認したものではなく、ある刑罰が残虐であるかどうかは国民感情で決まる」との補足意見を表明している。（藤田八郎、岩松三郎、河村又介の3氏との共同補充意見。）また、この点については、井上登（裁判官）の補充意見の中でも、補充意見の裏にある島の主張が、井上によって取り上げられ、推察されている。
そこにおいては、「何と云つても死刑はいやなものに相違ない、一日も早くこんなものを必要としない時代が来ればいい」と書かれており、また判決文の最後は、「この感情に於て私も決して人後に落ちるとは思はない、しかし憲法は絶対に死刑を許さぬ趣旨ではないと云う丈けで固より死刑の存置を命じて居るものでないことは勿論だから若し死刑を必要としない、若しくは国民全体の感情が死刑を忍び得ないと云う様な時が来れば国会は進んで死刑の条文を廃止するであろうし、又条文は残つて居ても事実上裁判官が死刑を選択しないであろう、今でも誰れも好んで死刑を言渡すものはないのが実状だから。」と結ばれており、島をはじめ、当時の最高裁裁判官は法解釈上は死刑は合憲であると判断しているが、死刑制度そのものについて相当躊躇していたことが伺われる判決文になっている。
そのため、将来死刑を必要としない社会の到来を求めているともいえる。
- 松川事件第1次上告審

松川事件第1次上告審で、原審の有罪判決を破棄した大法廷意見を構成している。